# 黒岩唯一
黒岩 唯一（くろいわ ただかず、1967年1月2日 - ）は、東海地方で活動するローカルタレント、ラジオパーソナリティ。OFFICE Black Rock所属。愛称は「くろちゃん」。

## 略歴
- 東京都大田区大森出身。帝京大学経済学部卒業。
- 大学卒業後、東京の芸能プロダクションで裏方として働きながら、CBCテレビ『朝が車で』で名古屋のメディアに登場。しばらく「東京では裏方、名古屋ではタレント」という生活を送っていたが、交通事故で大怪我をした事をきっかけに名古屋市に居を移して活動するようになった。
- 本業であるタレント、ラジオパーソナリティ活動の他、自らのバンド「BLACK ROCKERS」でのライブ活動や、森山泰行と立ち上げたフットサルチーム「KURO FC」、野球チーム「TEAM KURO」、86/BRZレースに参戦するカーレーサーなどの顔も持つ。

## 人物
- 趣味は、サーフィン、ゴルフ、マシントレーニング、ボウリング、バイク（大型免許所持）、旅行（ハワイ好き）、BBQ、釣り、ウインドサーフィン。
- 血液型A型。身長171.7cm。最新の身長は2019年2月22日の黒ちゃんねるで判明。

## 交友関係
- 鈴木雅之は、地元（東京都大田区大森）の先輩。黒岩の番組出演時に、出身中学である大森第八中学校の校歌を歌ったこともある。
- HYDEとは、番組ゲストから親しくなり、ライブ後の打ち上げにも参加。Zepp Nagoyaで行われたVAMPSのライブで、HYDEに成りすましライブに参加したこともあった。その模様は『黒ちゃんねる』（テレビ愛知）で放送された。
- レーサーの脇阪寿一・大嶋和也とは、サーキットやトヨタのイベントなどで共演。『黒ちゃんねる』（テレビ愛知）にも多数出演している。

## 出演番組

### テレビ
現在
- 黒ちゃんねる（テレビ愛知）

過去
- メ〜テレライブ BOMBER-E（メ〜テレ、2005年 - 2013年）
- オーレ三丁目サッカー部（メ〜テレ）
- 朝が車で（CBCテレビ）
- CARZONE TV（岐阜放送）
- FutsalTV（東海テレビ、2005年10月 - 2007年7月）

### ラジオ
現在
- EVENING STREET（FM AICHI、2020年3月30日 - ）

過去
- POWER　MIX（FM AICHI、2001年4月 - 2010年3月）
- 黒ちゃんのオンリーワンダフル（FM AICHI、2010年4月 - 2013年3月）
- SHANANA!glorious days（名古屋シティエフエム）
- DON・TSUKI（東海ラジオ）
- 東海ラジオミッドナイトスペシャル「RADIO SWEET TRANCE」（東海ラジオ）
- Prime Time Living（FM AICHI、2011年4月 - 2015年3月）
- SUNSHINE SAKAE presents RADIO SPLASH（FM AICHI、2011年4月 - 2015年12月）
- MORNING MAXX（FM AICHI、2013年4月 - 2014年3月）
- MAXX BEAT（FM AICHI、2014年4月 - 2015年3月）
- You gott@ POWER（FM AICHI、2015年4月 - 2020年3月26日）

### イベント
現在
- TOYOTA GAZOO RACING ステージ司会（東京オートサロン、大阪オートメッセ、名古屋オートトレンド）
- Vリーグ　コートDJ（愛知県大会、全日本戦　など）
- ASP（世界プロサーフィン連盟）日本大会DJ

その他、多方面で活躍中。

## 映画
- アウトサイダー052（2010年5月25日公開）

## コマーシャル
- カネハツ食品「突然くろちゃんシリーズ」「サラダがあったらシリーズ」
- FIT HOUSE
- 岡部自動車
- アンサークリエイション（不動産販売店）
- ホットロード（タイヤ・ホイール買取り店）